# Джавено
Джавено (итал. Giaveno) — коммуна в Италии, располагается в регионе Пьемонт, в провинции Турин.
Население составляет 15 957 человек (2008 г.), плотность населения составляет 205 чел./км². Занимает площадь 71 км². Почтовый индекс — 10094. Телефонный код — 011.
Покровителями коммуны почитаются святой Лаврентий, празднование 10 августа, и святой Антер, папа римский, празднование 3 января. 

## Демография
Динамика населения:

## Администрация коммуны
- Официальный сайт: http://www.giaveno.it